# 康斯坦蒂·卡利诺夫斯基

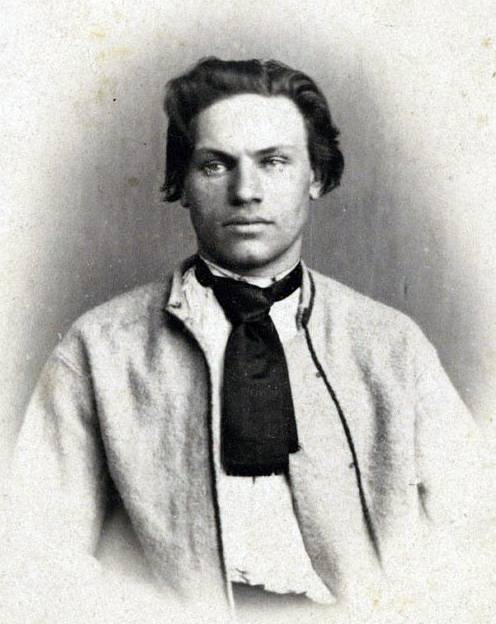
康斯坦蒂·卡利诺夫斯基

文森蒂·康斯坦蒂·卡利诺夫斯基（波蘭語：Wincenty Konstanty Kalinowski；1838年2月2日（舊曆1月21日）—1864年3月22日（舊曆3月10日）），又稱卡斯图斯·卡利诺夫斯基，白羅斯裔作家、記者、律師、革命家。他是波蘭、立陶宛、白俄羅斯民族復興的領導人之一。
卡利诺夫斯基出生在莫斯托夫拉內（今屬波蘭），他是卡利诺夫斯基家族的後裔，該家族是波蘭立陶宛聯邦的什拉赫塔貴族。1849年，一家人隨父親遷居斯維斯洛奇（今屬白俄羅斯）。
1855年，他以外部學生的身份進入莫斯科醫學院學習。一個學期後，進入聖彼得堡大學法學院學習，在那裏，他加入了齊格蒙特·謝拉科夫斯基和雅羅斯瓦夫·達布羅夫斯基領導的波蘭學生陰謀和秘密文化社團中。
1861年返回格罗德诺地區後，他於1862年6月開始出版《農民的真理》（Mużyckaja prauda），這是歷史上第一份用白俄羅斯語拉丁字母出版的報紙。康斯坦蒂更傾向於「紅黨」派系，後者代表了團結農民、工人和一些神職人員的民主運動，而不是更溫和的「白黨」。
在卡利諾夫斯基的文學作品中，他強調需要將前波蘭立陶宛聯邦的所有人從俄羅斯帝國的佔領中解放出來，並保護和促進希臘禮天主教信仰及白俄羅斯語。他還提倡農民為民族解放事業而行動的思想，這種民族解放的思想直到那時還是由鄉紳主導。他贊成波蘭立陶宛聯邦的民主、寬容和自由的良好傳統，反對俄羅斯帝國統治下對民族文化的壓迫。
1863年一月起義爆發後，他參與了維爾紐斯的立陶宛省委員會。不久，他被提升為格羅德諾省的波蘭政府政治委員。他的著作使他在農民和紳士中都很受歡迎，使他所指揮的游擊隊迅速壯大。由於他的成功，他被提拔為立陶宛政府全權代表（Komisarz Pełnomocny Rządu na Litwę），這使他成為在今天的波蘭東部、立陶宛、白俄羅斯和烏克蘭一帶作戰的所有游擊隊的總司令。
最初，卡利諾夫斯基領導的起義軍戰勝了俄軍，但俄羅斯帝國投入12萬大軍前來鎮壓，最終失敗，他被下屬出賣，交給俄羅斯人，關押在維爾紐斯。1864年3月22日在維爾紐斯的卢基什克斯广场被公開處決，時年26歲。他的遺體被秘密埋葬在格迪米納斯塔內，直到2019年才被找到。2019年11月22日，立陶宛政府將其隆重地埋葬在拉索斯公墓中。
2022年俄羅斯入侵烏克蘭期間，為烏克蘭作戰的白俄羅斯志願者部隊卡斯图斯·卡利诺夫斯基营就是以他的名字命名。烏克蘭里夫內有一條街道也以他的名字命名。

## 備注
1. ↑  白羅斯語羅馬化：Vintsent-Kanstantsin Kalinowski
2. ↑  白羅斯語羅馬化：Kastus' Kalinowski